# Лијам Хаулет
Лијам Пол Парис Хаулет (енгл. Liam Paul Paris Howlett) представља само језгро бенда The Prodigy. Рођен је 21. августа 1971. године у Брејнтрију (округ Есекс) у Енглеској и одмалена учио да свира класични клавир. На дан 6. јула 2002. године Лијам се оженио бившом чланицом All Saints — Натали Еплтон из бенда Appleton, са којом има сина Ејса (рођен 2. марта 2004. године).

## Почетна музичка интересовања
Када је имао 14 година миксовао је песме са радија користећи дугме за паузу на свом касетофону. У време када је пошао у школу на њега је почела да утиче хип-хоп музика и култура. Научио је брејкденс са својом екипом "The Pure City Breakers" и био ди-џеј у свом првом бенду Cut 2 Kill који је одлучио да напусти када их умало нису упуцали током наступа у једном бару.
Када су му досадиле предрасуде и атмосфера на хип-хоп сцени, Хаулет је почео да се интересује за електронску музику. Почео је да слуша рејв музику након што је отишао на свој први рејв 1989, када је имао 18 година, и који је био одржан у клубу "The Barn" у Есексу. Одмах се „навукао“ и од тог тренутка све своје време проводио снимајући и миксујући рејв мелодије у својој соби.

## Настанак Продиџија
Викендом би одлазио на на све рејвове, а када би се клубови рано ујутру затворили преостали рејвери би заједно са Лијамом отишли на журку на плажи, док би он из комбија пуштао најновије рејв компилације. Једног дана, Кит Флинт му је пришао и упитао га да ли може да уради неке миксеве за њега. Када би Лијам завршио миксеве дао би их Киту. Једне ноћи, када су се Кит и Лирој Торнхил враћали са неког рејва, окренули су Лијамову касету на Б страну како би чули неке од његових сопствених ствари и били потпуно одушевљени. Решили су да га питају да ли жели да пушта музику док њих двојца играју на сцени. Лијам је пристао — и тако је рођен The Prodigy. Име је настало тако што је Лијам на касети коју је дао Киту, шале ради, написао "the prodigy". Међутим, сви су се сложили да је то добро име за бенд.

## Соло пројекти
Године 1998, Лијам је добио прилику да уради микс за радио шоу Мери Ен Хобс (Mary Anne Hobbs). За ту прилику ископао је неке од својих старих омиљених песама. У фебруару 1999. године решио је да изда измењену верзију микса, како би се испоштовала права копирајта. То је био први материјал који је сниман у његовом новом кућном студију "The Dirtchamber", па је зато албум назван Prodigy presents Dirtchamber Sessions Volume 1.
Крајем јануара 2006, изашао је компилацијски албум Back to Mine: Liam Prodigy. То је била колекција Лијамових омиљених мелодија, укључујући и ексклузивну Продиџијеву ствар "Wake the Fuck Up", која је извођена као интро током њихових концерата у јесен и зиму 2005/2006.